# Eddie Clarke (cầu thủ bóng đá)
Eddie Clarke (sinh ngày 29 tháng 12 năm 1998) là một cầu thủ bóng đá người Anh thi đấu cho Fleetwood Town, ở vị trí hậu vệ trái.

## Sự nghiệp
Sau khi thi đấu cho Tranmere Rovers, Clarke ký hợp đồng với Fleetwood Town vào tháng 5 năm 2018.